# Bóly
Bóly (în germană Bohl) este un oraș în districtul Bóly, județul Baranya, Ungaria, având o populație de 3.820 de locuitori (2011).

## Demografie
Componența etnică a orașului Bóly
     Maghiari (77,32%)
     Germani (21,16%)
     Necunoscut (0,38%)
     Alții (1,14%)
Componența confesională a orașului Bóly
     Romano-catolici (58,69%)
     Reformați (7,88%)
     Fără religie (4,97%)
     Atei (1,18%)
     Luterani (1,1%)
     Necunoscută (25,73%)
     Greco-catolici (0,45%)
     Alte religii (0,81%)
Conform recensământului din 2011, orașul Bóly avea 3.820 de locuitori. Din punct de vedere etnic, majoritatea locuitorilor (77,32%) erau maghiari, cu o minoritate de germani (21,16%). Apartenența etnică nu este cunoscută în cazul a 0,38% din locuitori.  Din punct de vedere confesional, majoritatea locuitorilor (58,69%) erau romano-catolici, existând și minorități de reformați (7,88%), persoane fără religie (4,97%), atei (1,18%) și luterani (1,1%). Pentru 25,73% din locuitori nu este cunoscută apartenența confesională.